# Amazona
Amazona este un gen de păsări psittaciforme din familia Psittacidae. Ei sunt originari din Lumea Nouă, variind din America de Sud până în Mexic și Caraibe. Papagalii amazonieni variază în mărime de la mediu la mare și au coada relativ scurtă, mai degrabă pătrată. Sunt predominant verzi, cu accente de culoare destul de vii la unele specii.

## Taxonomie
Genul Amazona a fost introdus de naturalistul francez René Lesson în 1830. Specia tip a fost ulterior desemnată ca Amazona farinosa de către zoologul italian Tommaso Salvadori în 1891. Denumirea genului este o versiune latinizată a numelui Amazone dat în secolul al XVIII-lea de către contele de Buffon, care credea că acestea sunt originare din junglele amazoniene.

### Specii
Sunt 33 de specii de papagali care fac parte din genul Amazona.
- Amazona aestiva
- Amazona agilis
- Amazona albifrons
- Amazona amazonica
- Amazona arausiaca
- Amazona auropalliata
- Amazona autumnalis
- Amazona barbadensis
- Amazona brasiliensis
- Amazona collaria
- Amazona diadema
- Amazona dufresniana
- Amazona farinosa
- Amazona festiva
- Amazona finschi
- Amazona guildingii
- Amazona imperialis
- Amazona kawalli
- Amazona leucocephala
- Amazona martinicana
- Amazona mercenarius
- Amazona ochrocephala
- Amazona oratrix
- Amazona pretrei
- Amazona rhodocorytha
- Amazona tucumana
- Amazona ventralis
- Amazona versicolor
- Amazona vinacea
- Amazona violacea
- Amazona viridigenalis
- Amazona vittata
- Amazona xantholora

## Galerie

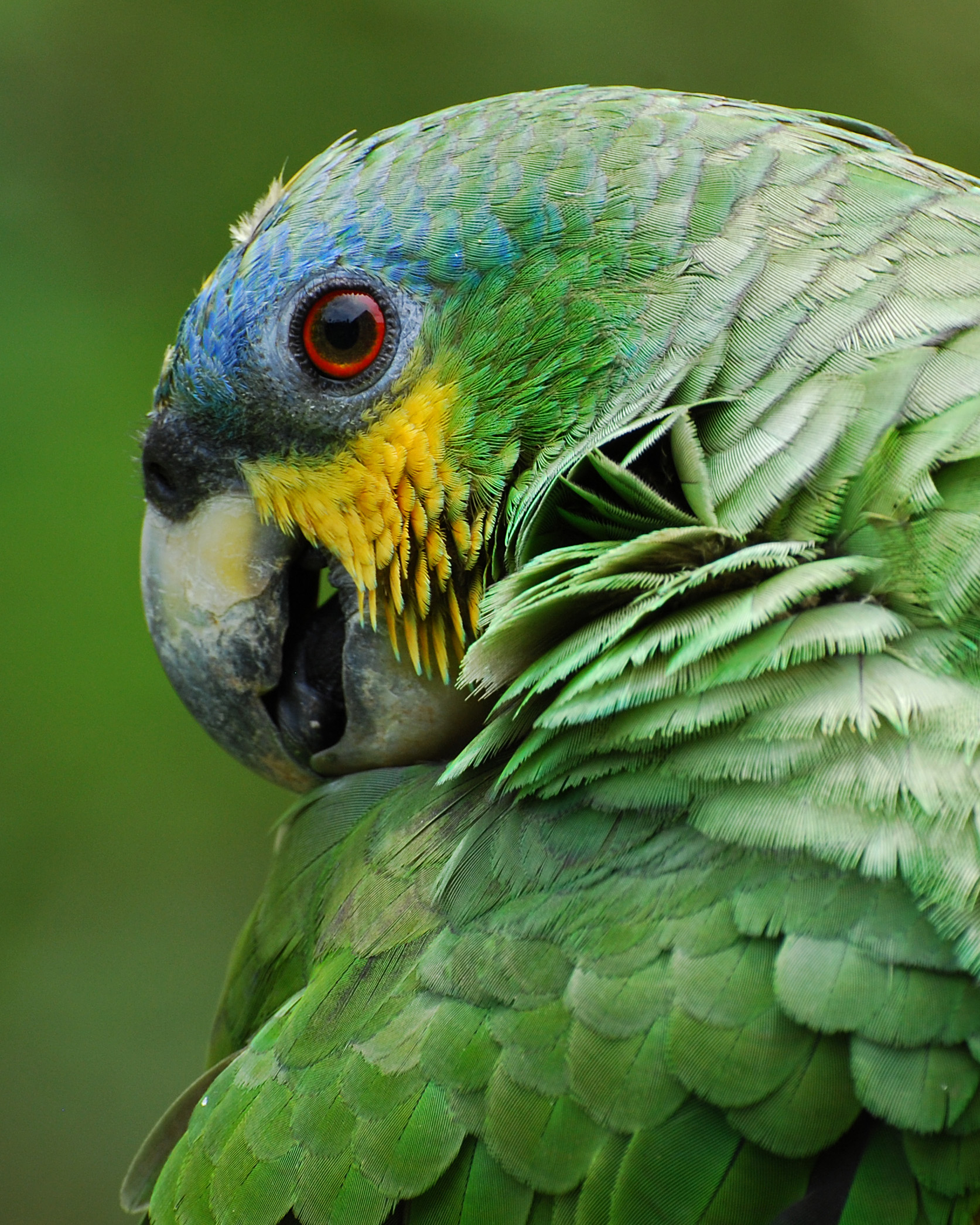
Amazona amazonica
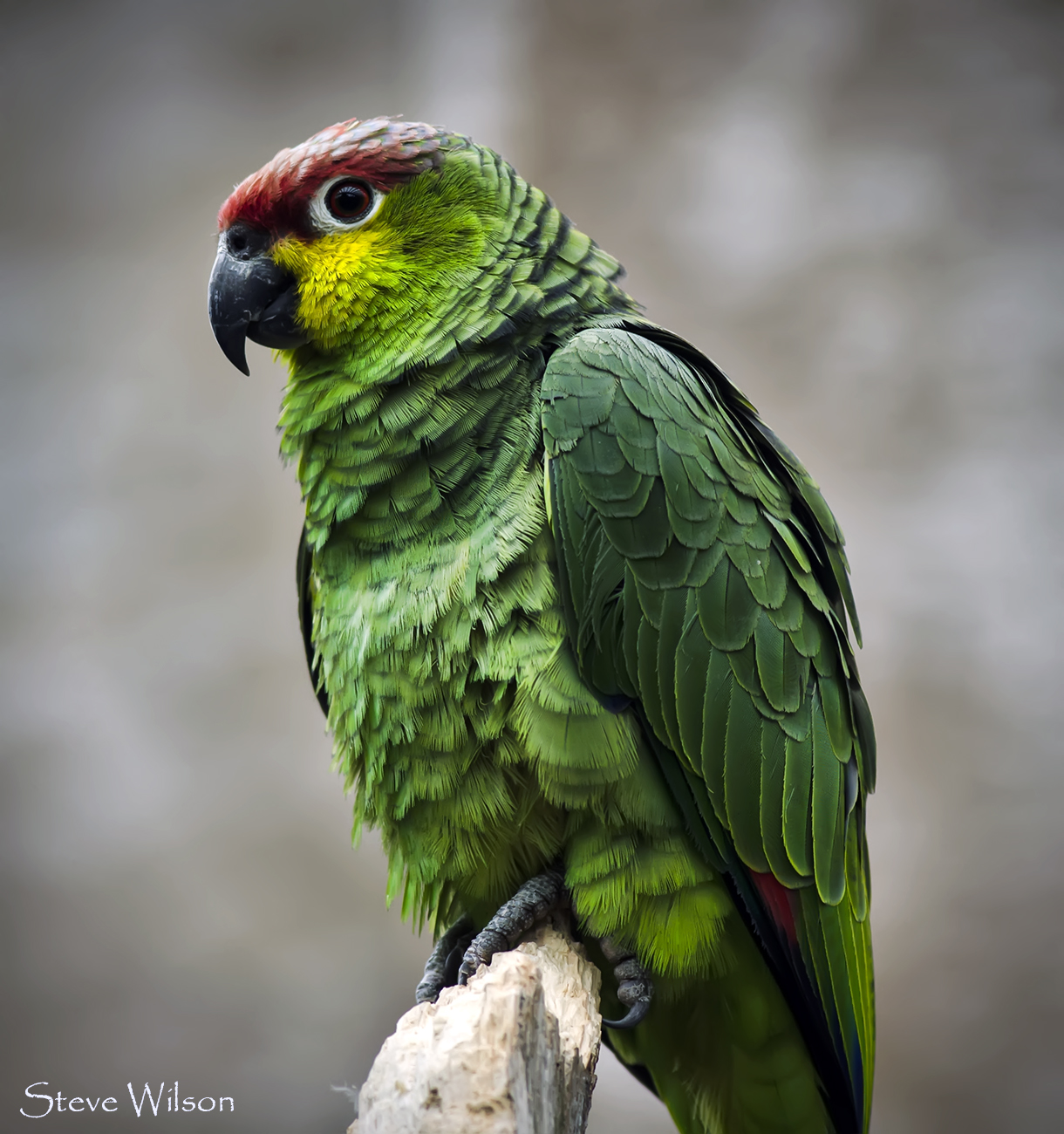
Amazona autumnalis
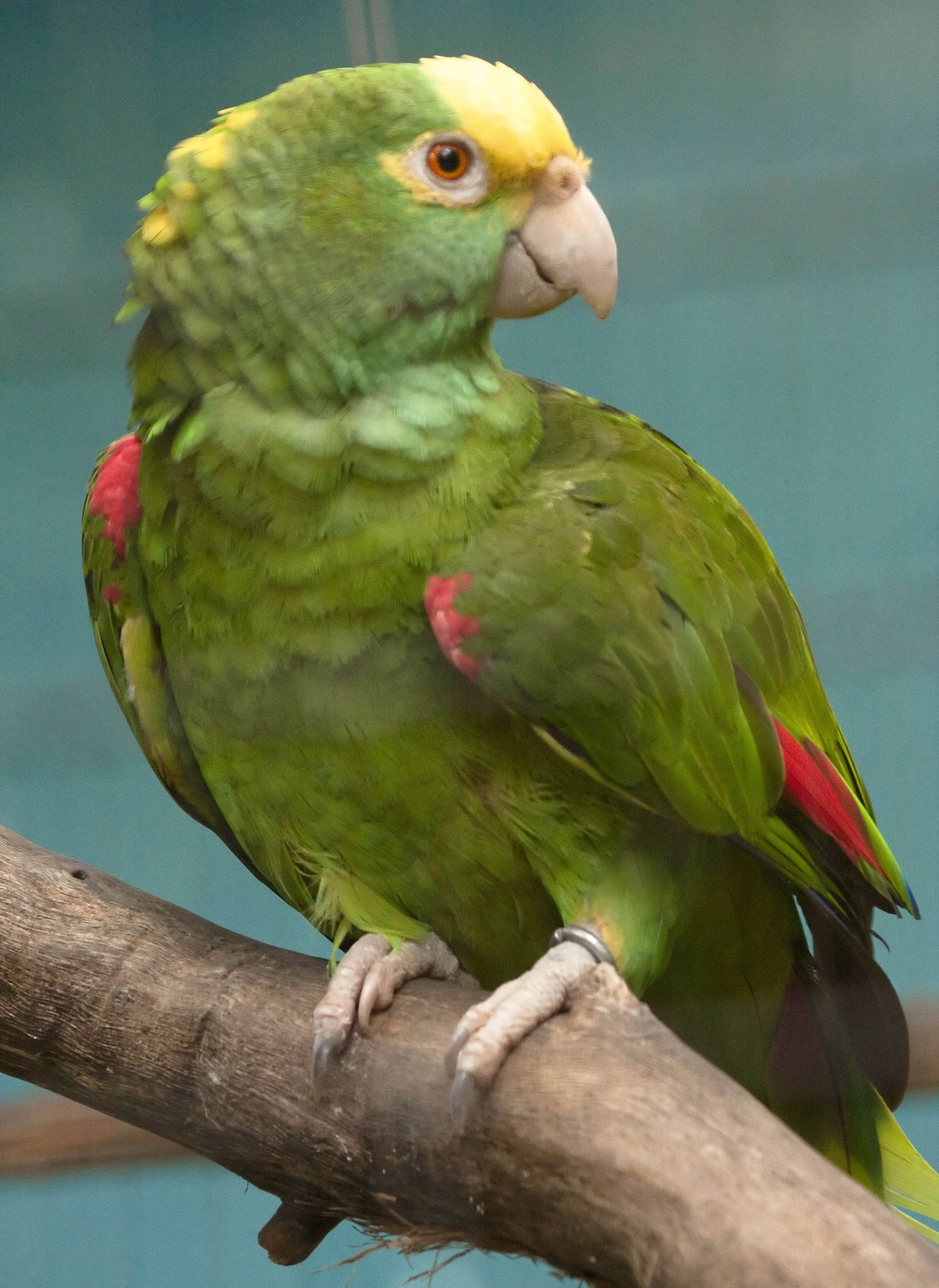
Amazona ochrocephala
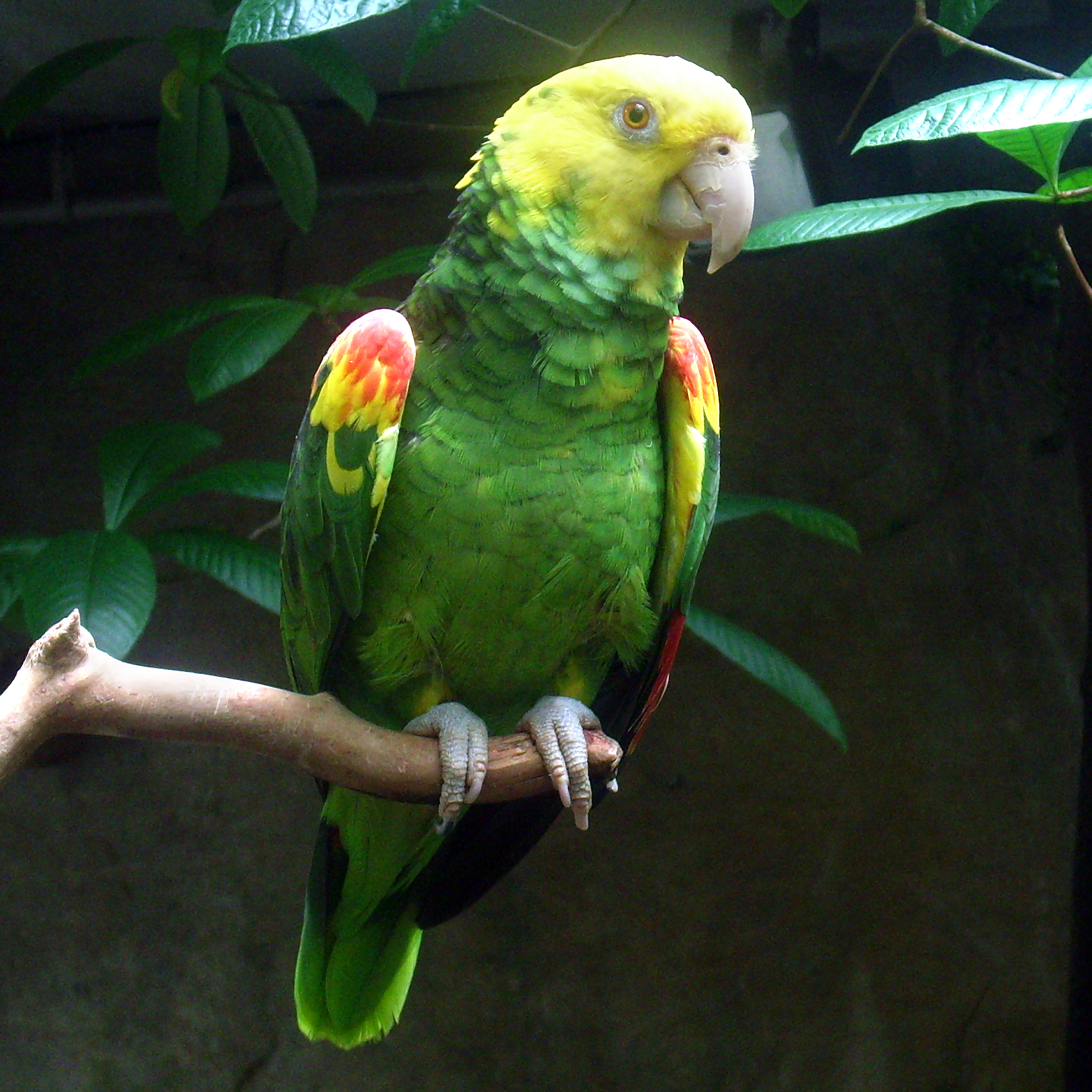
Amazona oratrix
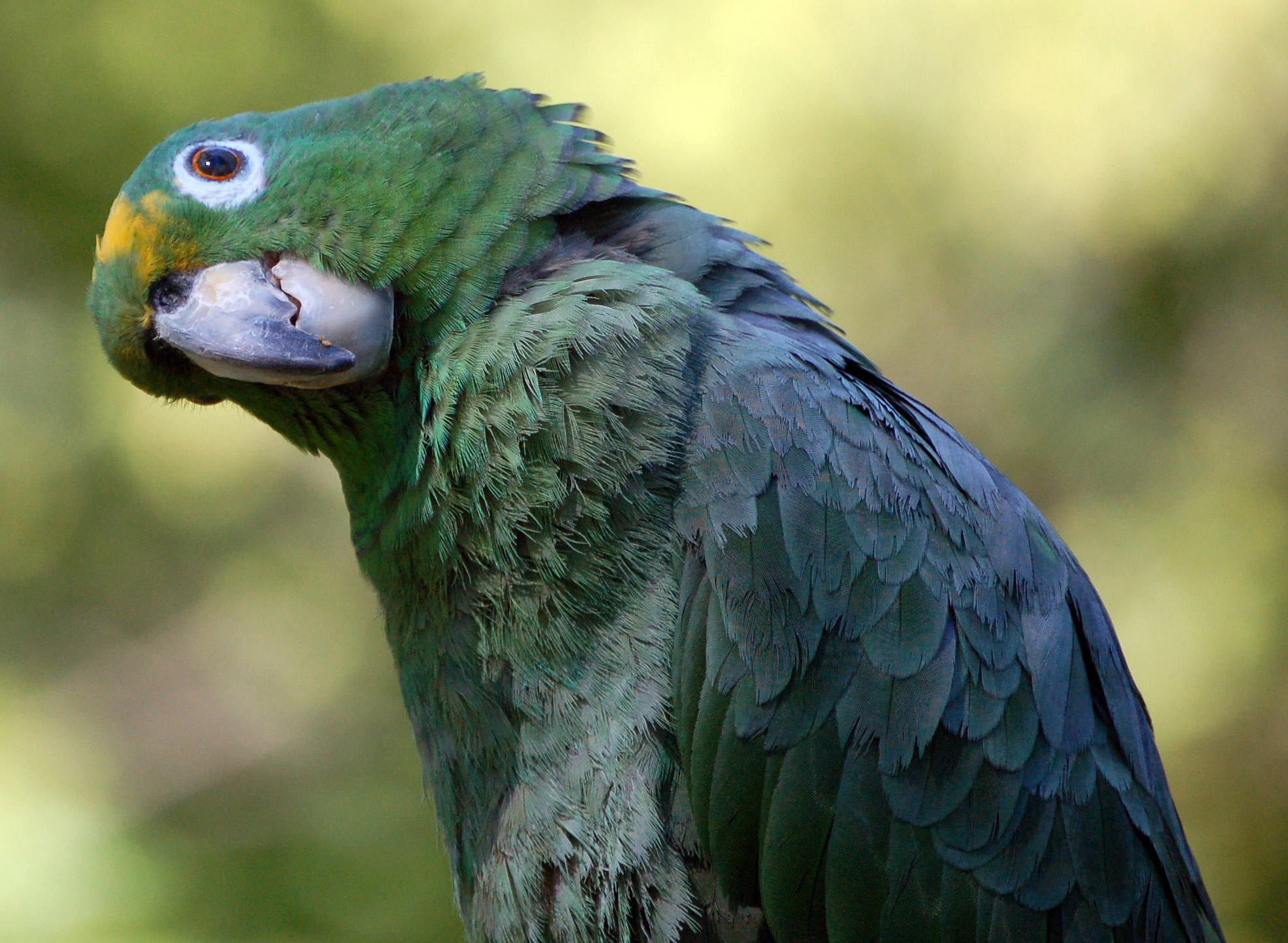
Amazona farinosa